# Приключения Форда Фэрлейна
«Приключения Форда Фэйрлэйна» — приключенческий фильм.

## Сюжет
Форд Ферлейн работает частным сыщиком. Однажды к нему обращается старый приятель с просьбой отыскать пропавшую сестру. Форд решает разобраться в этом деле.

## Актеры
| Актёр            | Роль            |
| ---------------- | --------------- |
| Эндрю Дайс Клэй  | Форд Фэйрлейн   |
| Присцилла Пресли | Колин Саттон    |
| Уэйн Ньютон      | Джулиан Грэндл  |
| Лорен Холли      | Джаз            |
| Эд О'Нилл        | лейтенант Эймос |
| Роберт Инглунд   | Смайли          |
| Кэри Вюрер       | Мелоди          |
| Гилберт Готтфрид | Джонни Кранч    |

## Награды
- Фильм получил награду «Золотая малина» в номинации «Худший фильм».